# Omorgus suberosus
Omorgus suberosus är en skalbaggsart som beskrevs av Fabricius 1775. Omorgus suberosus ingår i släktet Omorgus och familjen knotbaggar. Inga underarter finns listade i Catalogue of Life.

## Bildgalleri

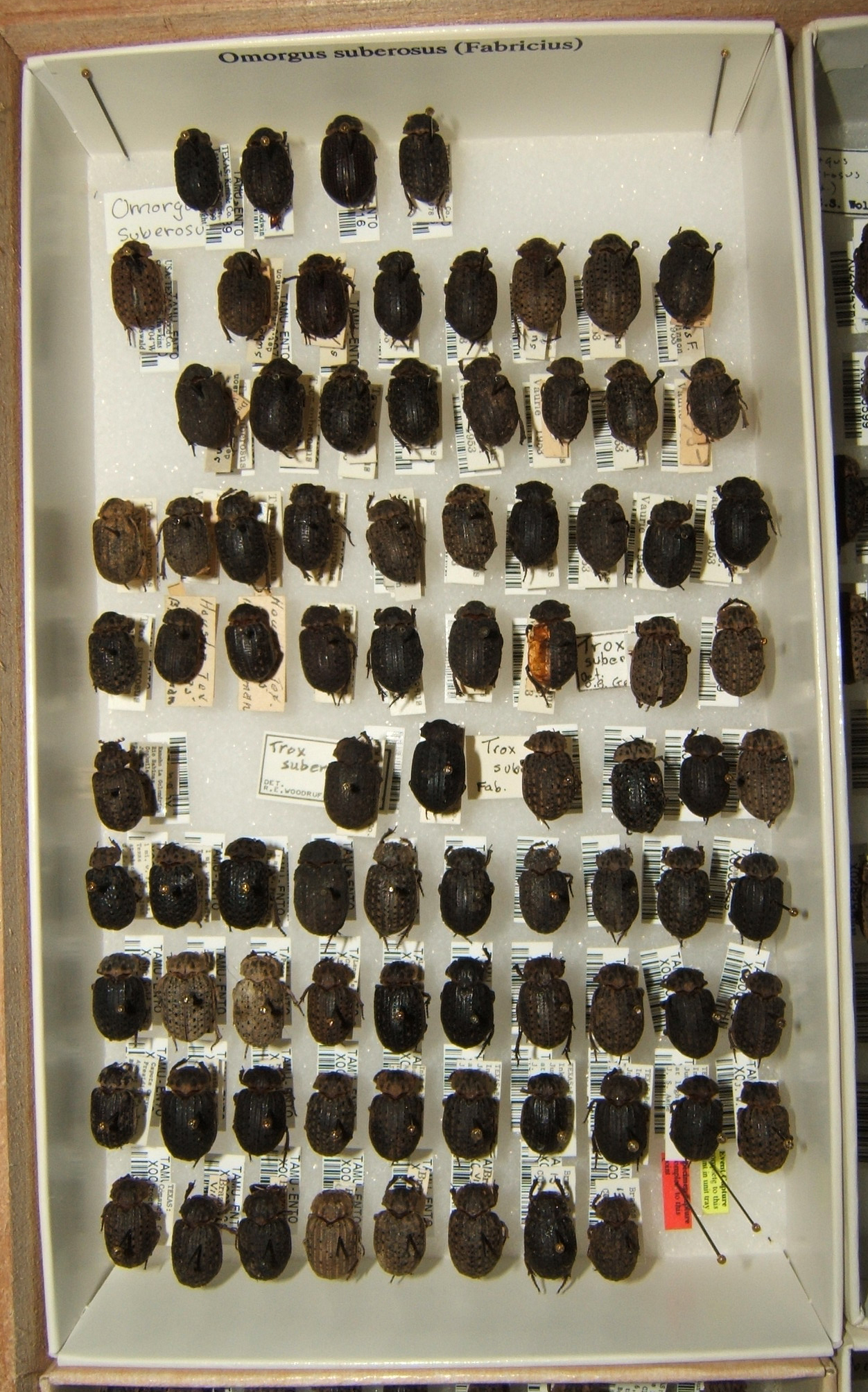